# Pergő Celesztin
Pergő Celesztin, más néven Petheő Celesztin (Oroszfája, 1784. július 19. – Kolozsvár, 1858. augusztus 4.) magyar színész, színigazgató, drámaíró.

## Pályafutása
Nagyenyeden és Kolozsváron tanult. Az idősebb Wesselényi Miklós báró halála után, 1810. július 24-étől lett a kolozsvári színtársulat tagja. 1820-ban mint nagyváradi színigazgató szerepelt; 1824-ben a miskolci társulat igazgatója volt, 1825-ben a pozsonyi országgyűlési társulatban játszott. 1826–28-ban, 1831-ben és 1839-ben fellépett Pesten, 1835-a budai Várszínházban, 1837-ben Szegeden. 1848-tól újból Kolozsváron szerepelt, 1849-ben a társulat igazgatója volt. Utoljára 1856. március 29-én lépett színpadra.
Kitűnő fizikai adottságait hősszerelmesi szerepekben kamatoztatta. Kőváry László jellemzése szerint „A végletekig vitt pátosz senkinek nem volt ennyire hatalmában, mint neki”. Stílusa alapján az úgynevezett síró-éneklő iskolához sorolják. Ő volt az első magyar színész, aki súgó nélkül lépett fel.
Élete végén Mikó Imre pártfogásába vette, sokszor meghívta asztalához és élelmiszerekkel, sőt pénzzel is segélyezte. Szegényen, magányban halt meg. Sírja a kolozsvári házsongárdi temetőben található.

## Művei
- A testvérgyilkos vagy jövendőt mutató tükör, vagy tündéres herosi szomorú történet négy felv. Újonnan közelebbről játékszínre kidolgozta erdélyi színművész …, melylyel is maga emlékét a későbbi világnak mintegy meg akarja tartani. Ezen történet közelebbről láttatott is tableuxba Marosvásárhelyen szent Iván hava 1832.
- Egy szó Debreczen várossa tiszt. lakósihoz új esztendei köszöntésül. Debrecen, 1833.
- Linczigh János kolozsvári királybíró vagy Két nap egy századból. Négyfelvonásos történelmi dráma; bemutatója: 1845, Kolozsvár.[3]
- Hálanyilvánítás. Kolozsvár, 1855.
- Kéziratban: Toldi Miklós vagy a kőszegi hős asszonyok. Énekes, vígságos, vegyes nemzeti hős történet 6 felvonásban. Alois Gleich Albert, der Bär című vitézi játékának átdolgozása.[4] Először Kassán adták elő 1835. április 4-én Pergő Celesztinnel a címszerepben.

## Főbb szerepei
- Moór Károly (Friedrich Schiller: Haramiák)
- Hamlet (William Shakespeare)
- Fiesco (Schiller)
- Don Carlos (Schiller)
- Ferdinand (Schiller: Ármány és szerelem)
- Edgar (Shakespeare: Lear király)
- Clavigo (Johann Wolfgang von Goethe)
- Rolla (August von Kotzebue: A nap szüze)
- Zrínyi (Körner)
- Telegdi (Vörösmarty Mihály: Vérnász)
- Lábszíj (Nestroy: Lumpáci vagabundus)
- Quasimodo (Victor Hugo–Birch–Pfeiffer: A Notre-Dame-i toronyőr)